# 武雄温泉駅
武雄温泉駅（たけおおんせんえき）は、佐賀県武雄市武雄町大字富岡にある、九州旅客鉄道（JR九州）の駅である。

## 概要
佐賀県西部の主要都市であり、武雄温泉でも知られる武雄市の代表駅で全ての列車が停車する。
JR九州の佐世保線と、当駅を起点とする西九州新幹線の計2路線が乗り入れている。新幹線と在来線特急列車が相互に対面乗り換えが可能である。

## 歴史
- 1895年（明治28年）5月5日：九州鉄道（初代）長崎線の武雄駅（たけおえき）として開業[3][4]。当初は終着駅であった。
- 1897年（明治30年）7月10日：長崎線が早岐駅まで延長。
- 1898年（明治31年）11月27日：鳥栖駅 - 早岐駅 - 長崎駅（現・浦上駅）間の長崎線が全通（現在の長崎駅まで路線が伸びたのは1905年（明治38年））。
- 1907年（明治40年）7月1日：九州鉄道が国有化される[1]。
- 1909年（明治42年）10月12日：線路名称制定により、長崎本線の駅となる。
- 1934年（昭和9年）12月1日：長崎本線が肥前鹿島駅経由に変更されたのに伴い、佐世保線の駅となる。
- 1975年（昭和50年）6月19日：武雄温泉駅（たけおおんせんえき）に改称[1]。橋上駅化[5]。
- 1976年（昭和51年）7月1日：佐世保線電化開業。
- 1979年（昭和54年）4月16日：みどりの窓口開設[6]。
- 1982年（昭和57年）11月15日：貨物取扱廃止[1]。
- 1984年（昭和59年）2月1日：普通列車の全列車が電車に。
- 1985年（昭和60年）3月14日：自動券売機設置。駅構内一部禁煙化。荷物扱い廃止[1]。
- 1986年（昭和61年）
  - 10月14日：オレンジカードの取扱開始。
  - 11月1日：寝台特急「さくら」が停車。
- 1987年（昭和62年）4月1日：国鉄分割民営化により、九州旅客鉄道（JR九州）の駅となる[1]。
- 1989年（平成4年）7月15日：駅構内喫煙コーナー以外を全面禁煙化。
- 2001年（平成13年）6月23日：高架化工事に着手[7]。
- 2008年（平成20年）2月17日：高架化[8][9]。2・3番のりばの島式1面2線が先行開業[9]。
- 2009年（平成21年）12月5日：1番のりばホーム竣工し高架駅完全開業。
- 2022年（令和4年）9月23日：西九州新幹線の当駅 - 長崎駅間が部分開業[10][2][11]。観光特急「ふたつ星4047」が運行を開始し、停車駅となる。
- 2024年（令和6年）10月3日：佐世保線でICカード「SUGOCA」の利用を開始[12][13]。

## 駅構造
直営駅で、みどりの窓口・自動券売機が設置されている。（みどりの窓口は新幹線開業後新幹線改札側に移転し、従来の在来線改札口横のみどりの窓口は廃止された）
構内には北口の「楼門口（ろうもんぐち）」（在来線駅舎側）にワーキングスペースを備えた武雄市観光案内所のほかカフェ店（駅弁店）の「カイロ堂」と在来線改札横にキヨスクが、南口の「御船山口（みふねやまぐち）」（新幹線駅舎側）にTSUTAYA・武雄市が運営するカフェや物産店を併設した書店「武雄 旅 書店」が設けられている。またイベントなどに利用可能な駅前広場が南口（御船山口）に整備されている。

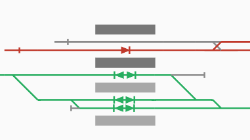
2022年10月現在の配線図。赤色が新幹線、緑色が在来線。

在来線側ホームは単式ホーム1面1線(1番のりば)と島式ホーム1面2線（2番・10番(旧3番)のりば）、新幹線ホームは在来線（10番のりば）と共用の島式ホーム1面1線（11番のりば）と単式ホーム1面1線（12番のりば）の、合計4面5線のホームを持つ高架駅。駅舎構造的には新幹線駅舎と従来の在来線駅舎は隣接して一体運用されているものの、それぞれ独立した建物となっていて両駅舎のコンコースを連絡通路を介して往来する。
11番のりばの新鳥栖方は電留線となっており、2022年9月時点では一部列車の折り返し準備作業に用いられている。
改札は「在来線改札口」（1・2番のりば）と「新幹線・リレー特急改札口」（10・11・12番のりば）の2つが設置されている。改札内に在来線と新幹線の乗り換え改札は設置されていない（乗り換える場合は一旦それぞれの改札を出る必要がある）。なお、新幹線・リレー特急改札口、在来線改札口には自動改札が設置されている。
エレベーターは各ホームに設置されている。エスカレーターは新幹線側は各ホームに、在来線側は2番のりばホームに上り専用のみが設置されている。

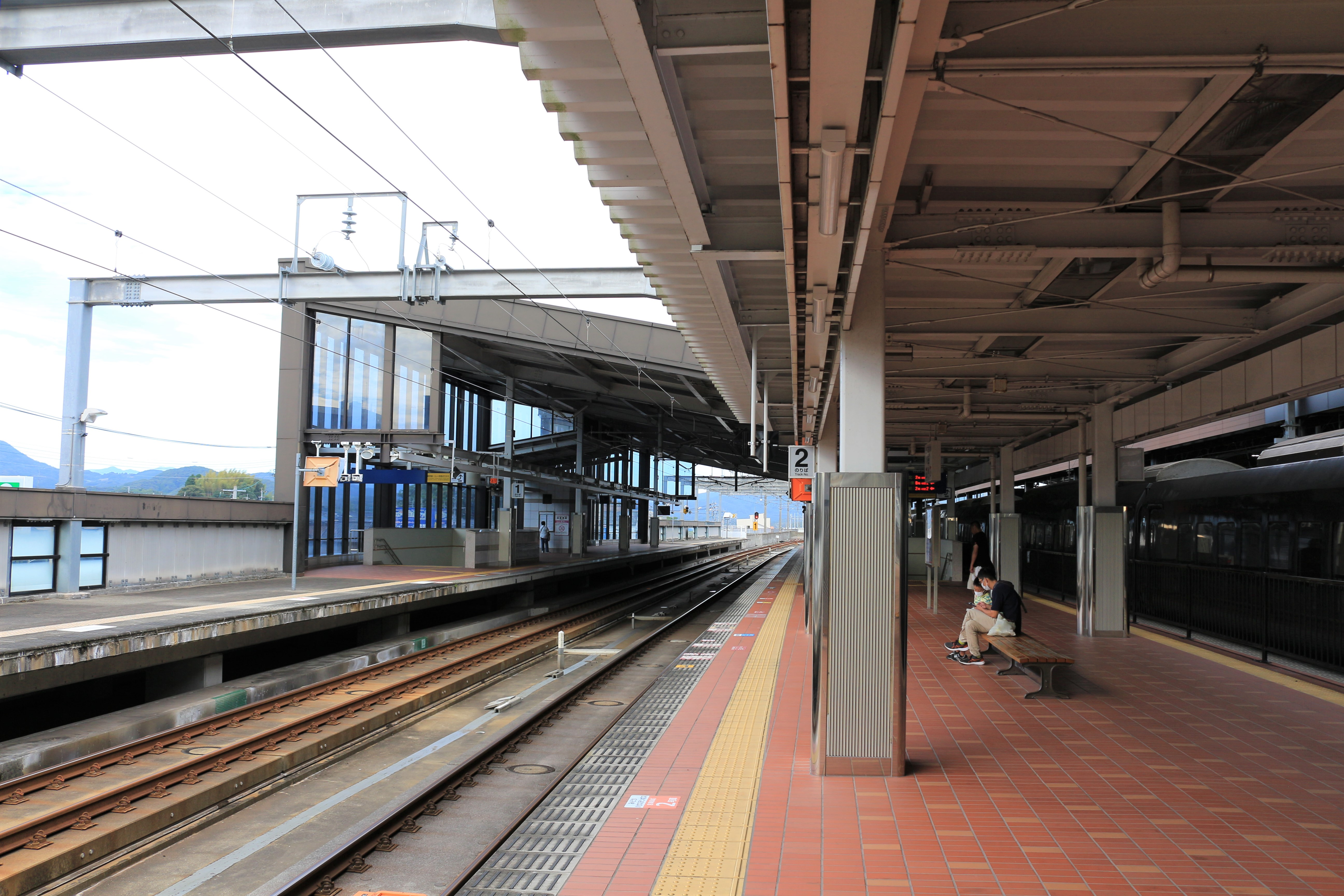
在来線ホーム、左が1番のりば、右が2番のりば

「リレーかもめ」「みどり（リレーかもめ）」「ハウステンボス（リレーかもめ）」を除く在来線の大半の列車は2番のりばを使用する。定期列車においては1番のりばは主に行き違いがある場合の一部の特急・普通列車や当駅始発・終着の観光特急「ふたつ星4047」のみ使用する。

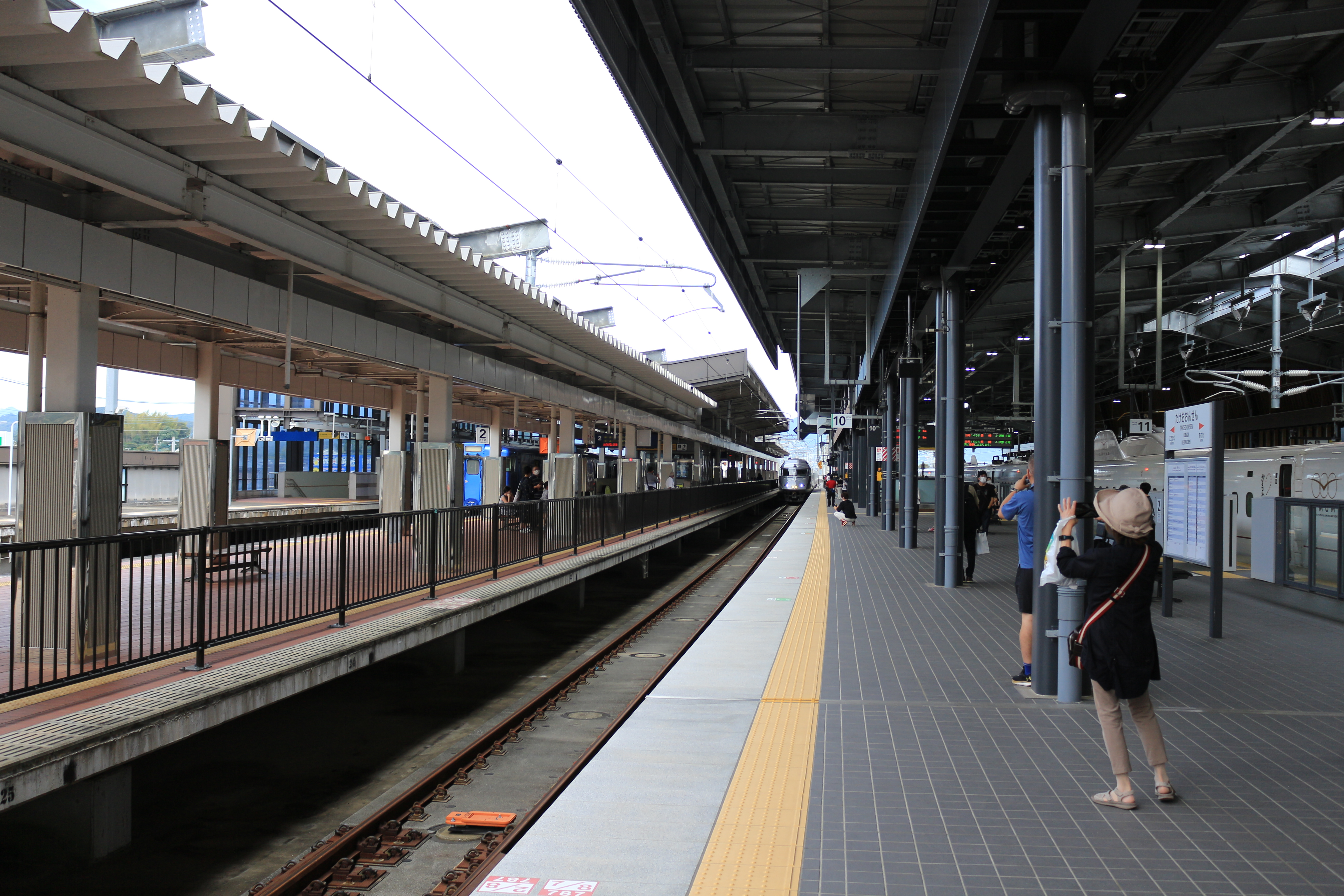
10番のりば、左の柵の反対側は2番のりば

在来線の島式ホームの南側の1線（旧3番のりば・現10番のりば）は新幹線ホームの設置工事開始時から供用停止となり、在来線改札口から入場する場合は事実上相対式ホーム2面2線となった。

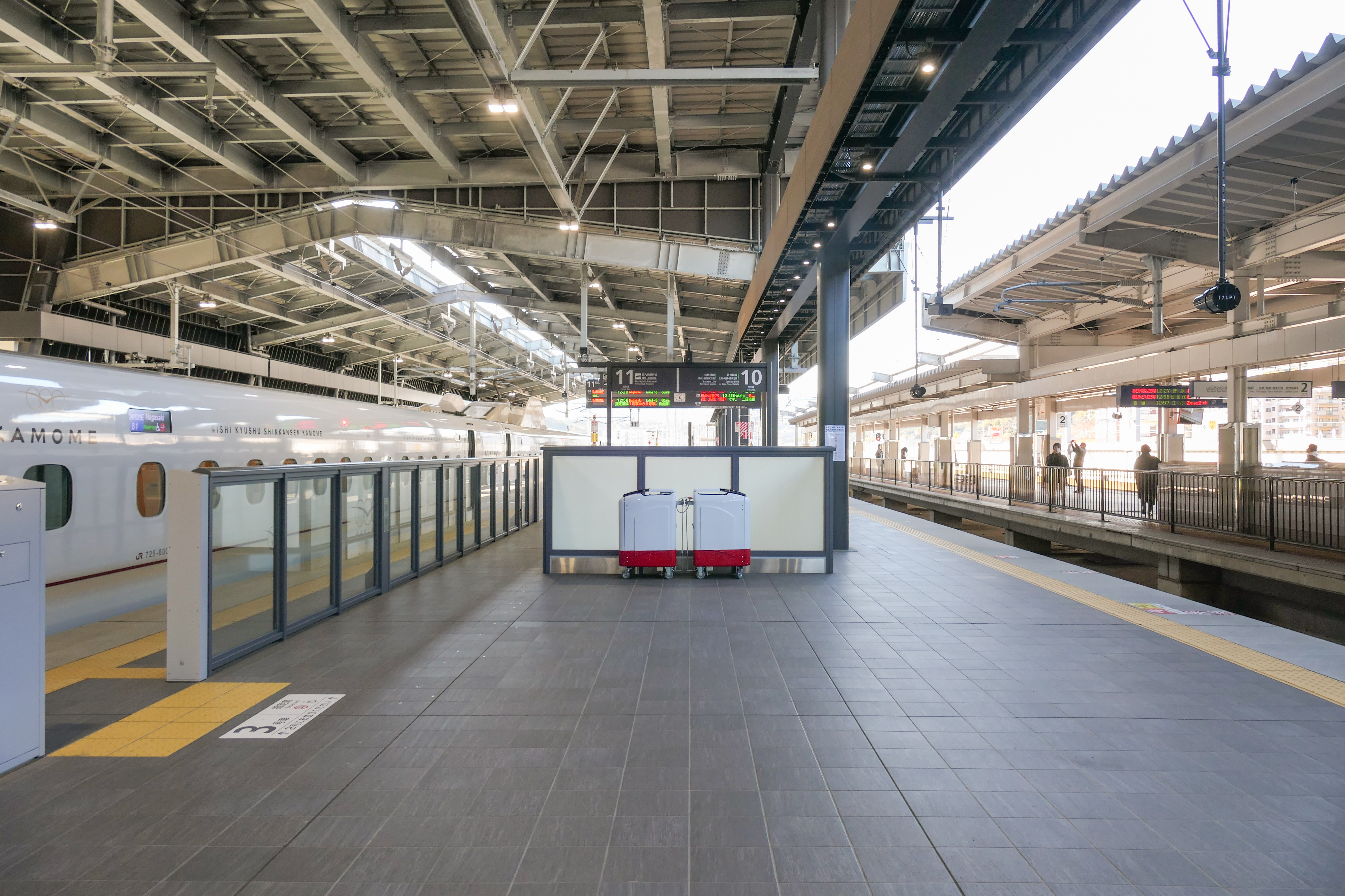
左側が西九州新幹線用の11番のりば、右側が「リレーかもめ」用の10番のりば

新幹線側ホームは、島式ホームは在来線との乗り換え利便性を図るため、供用停止となった旧3番のりばの線路との新在共用の島式ホームとなり、「リレーかもめ」「みどり（リレーかもめ）」「ハウステンボス（リレーかもめ）」の専用ホームとなる10番のりば（旧3番のりば）と、新幹線の発着する11番のりばで対面乗り換えができるような構造となっている。
当駅発着の定期新幹線列車は現状、すべて「リレーかもめ」「みどり（リレーかもめ）」「ハウステンボス（リレーかもめ）」のいずれかと接続（対面乗り換え）する前提のダイヤとなっており、すべての定期新幹線列車は11番のりばから発着する。12番のりばは異常時などの予備として使用される。但し、今後これらの特急に接続しない新幹線列車が設定された場合は12番ホームを使用する場合があるとされている。
また、在来線特急列車においては、西九州新幹線「かもめ」号へのリレー接続専用の特急「リレーかもめ」（当駅始発・終着）はすべて10番のりばからの発着となる。
リレーかもめ号とは別に、新幹線開業前から当駅を発着する博多 - 佐世保方面間の特急「みどり」「ハウステンボス」（通常は博多 - 早岐間でみどり号と併結運転）に新幹線リレー接続の設定を持たせた「みどり（リレーかもめ）」「ハウステンボス（リレーかもめ）」が発着し当列車は10番のりばからの発着となる（上記「みどり（リレーかもめ）」「ハウステンボス（リレーかもめ）」は下り列車は博多方面から運行し長崎方面行きの新幹線へ接続後、佐世保方面へ運行。上りは佐世保方面から運行し当駅止まりの新幹線と接続後、博多方面へ運行）。
リレー接続の設定のない通常の特急「みどり」「ハウステンボス」は従来通り在来線2番のりばからの発着となる。なお、10番のりば（旧3番のりば）には供用停止時点で在来線ホーム側に柵が設けられ、在来線改札側からは「リレーかもめ」「みどり（リレーかもめ）」へ乗降できない構造となっているため新幹線および「リレーかもめ」「みどり（リレーかもめ）」「ハウステンボス（リレーかもめ）」と在来線間の乗換には注意が必要となる。

### のりば
| のりば | 路線                                                                                      | 方向 | 行先                             | 備考                                        |
| ------ | ----------------------------------------------------------------------------------------- | ---- | -------------------------------- | ------------------------------------------- |
| 在来線 |                                                                                           |      |                                  |                                             |
| 1・2   | ■佐世保線                                                                                 | 下り | 早岐・佐世保方面                 | 1番のりばは主に当駅発着・行き違い列車が使用 |
| 1・2   | □特急「みどり」「ハウステンボス」                                                         | 下り | 佐世保・ハウステンボス方面       | 1番のりばは主に当駅発着・行き違い列車が使用 |
| 1・2   | ■佐世保線                                                                                 | 上り | 江北・佐賀・鳥栖方面             | 1番のりばは主に当駅発着・行き違い列車が使用 |
| 1・2   | □特急「みどり」「ハウステンボス」                                                         | 上り | 佐賀・鳥栖・博多方面             | 1番のりばは主に当駅発着・行き違い列車が使用 |
| 1・2   | □観光特急「ふたつ星4047」                                                                 | 上り | 江北・諫早・長崎方面             | 1番のりばは主に当駅発着・行き違い列車が使用 |
| 新幹線 |                                                                                           |      |                                  |                                             |
| 10     | □リレー特急「リレーかもめ」 「みどり（リレーかもめ）」 「ハウステンボス（リレーかもめ）」 | 下り | 早岐・佐世保・ハウステンボス方面 | 当駅止りも含む                              |
| 10     | □リレー特急「リレーかもめ」 「みどり（リレーかもめ）」 「ハウステンボス（リレーかもめ）」 | 上り | 佐賀・鳥栖・博多方面             |                                             |
| 11・12 | ■西九州新幹線                                                                             | 下り | 諫早・長崎方面                   | 12番のりばは通常時は使用されない            |

（出典：JR九州 駅情報一覧）

### ギャラリー

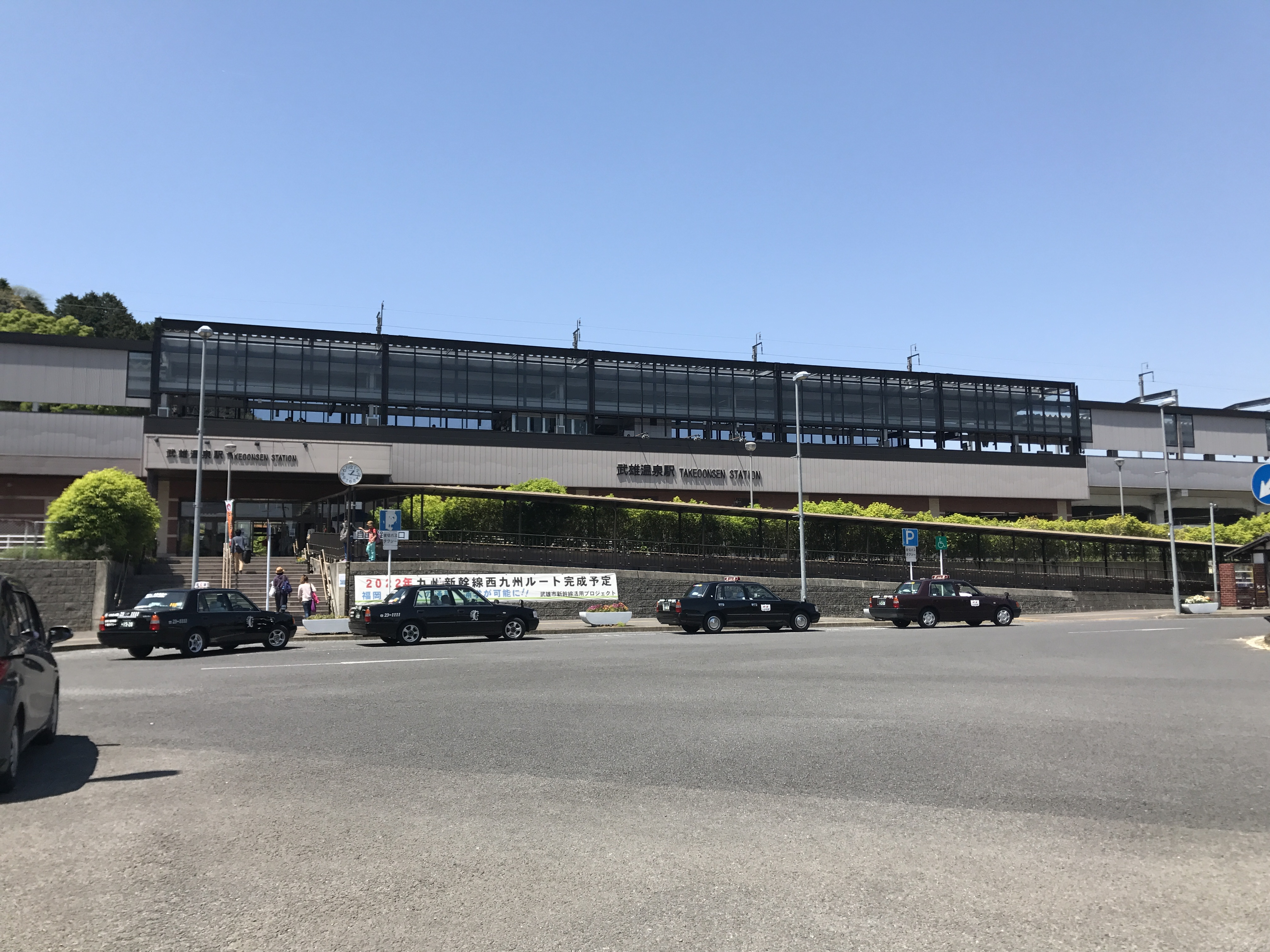
御船山口（南口）※新幹線開業前（2017年4月）
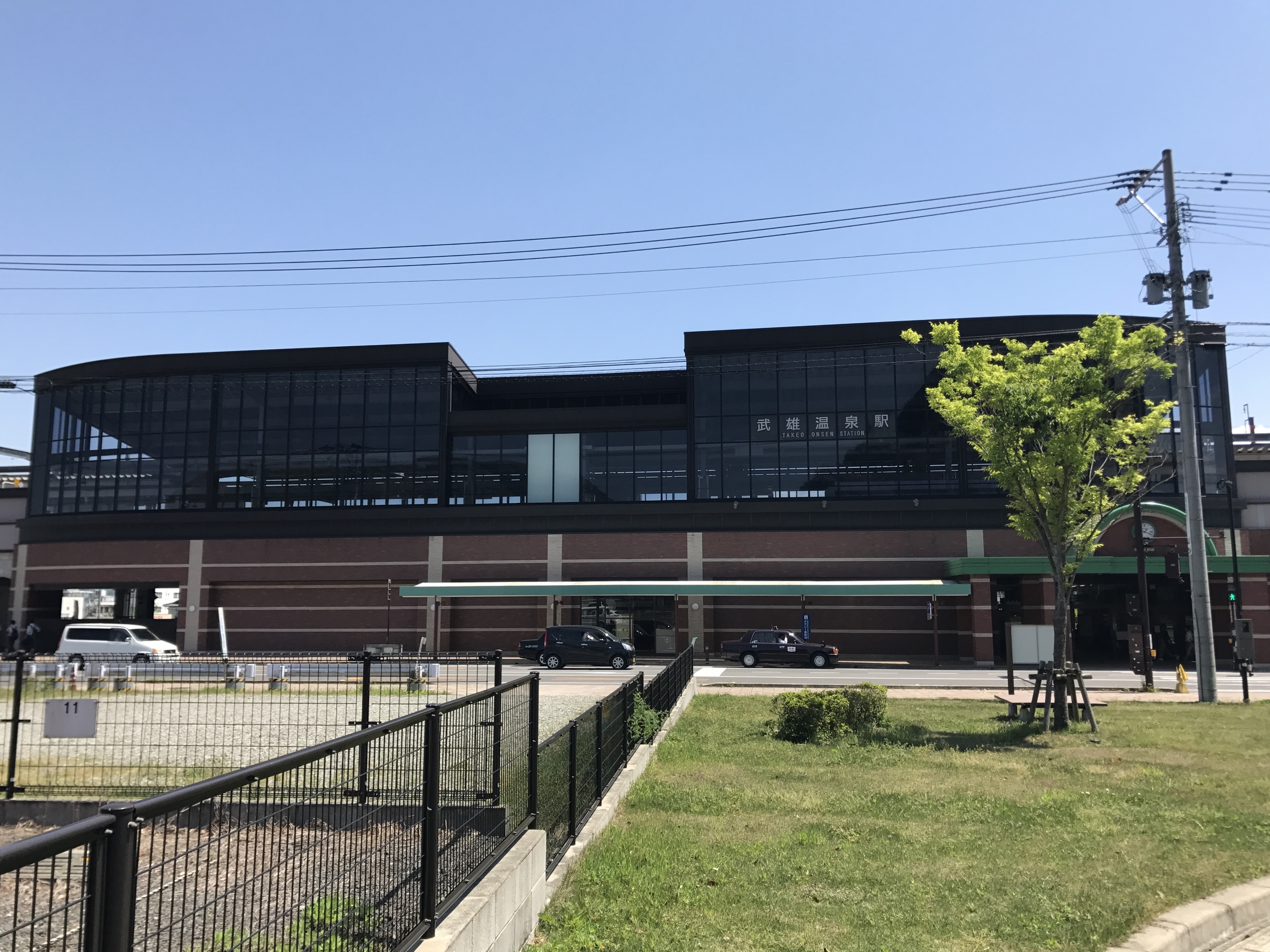
楼門口（北口）（2017年4月）
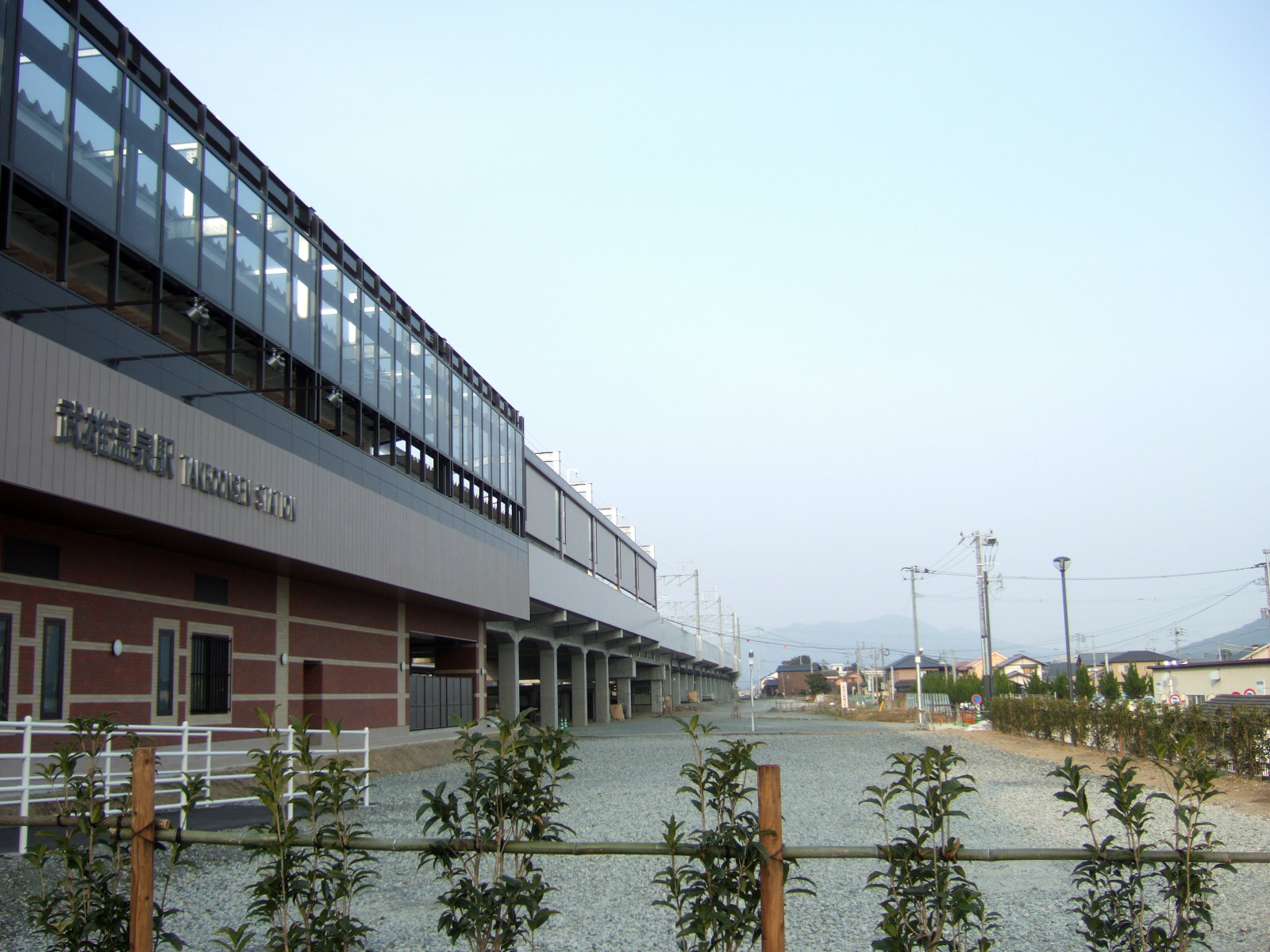
西九州新幹線ホーム予定地※新幹線開業前（2008年3月）
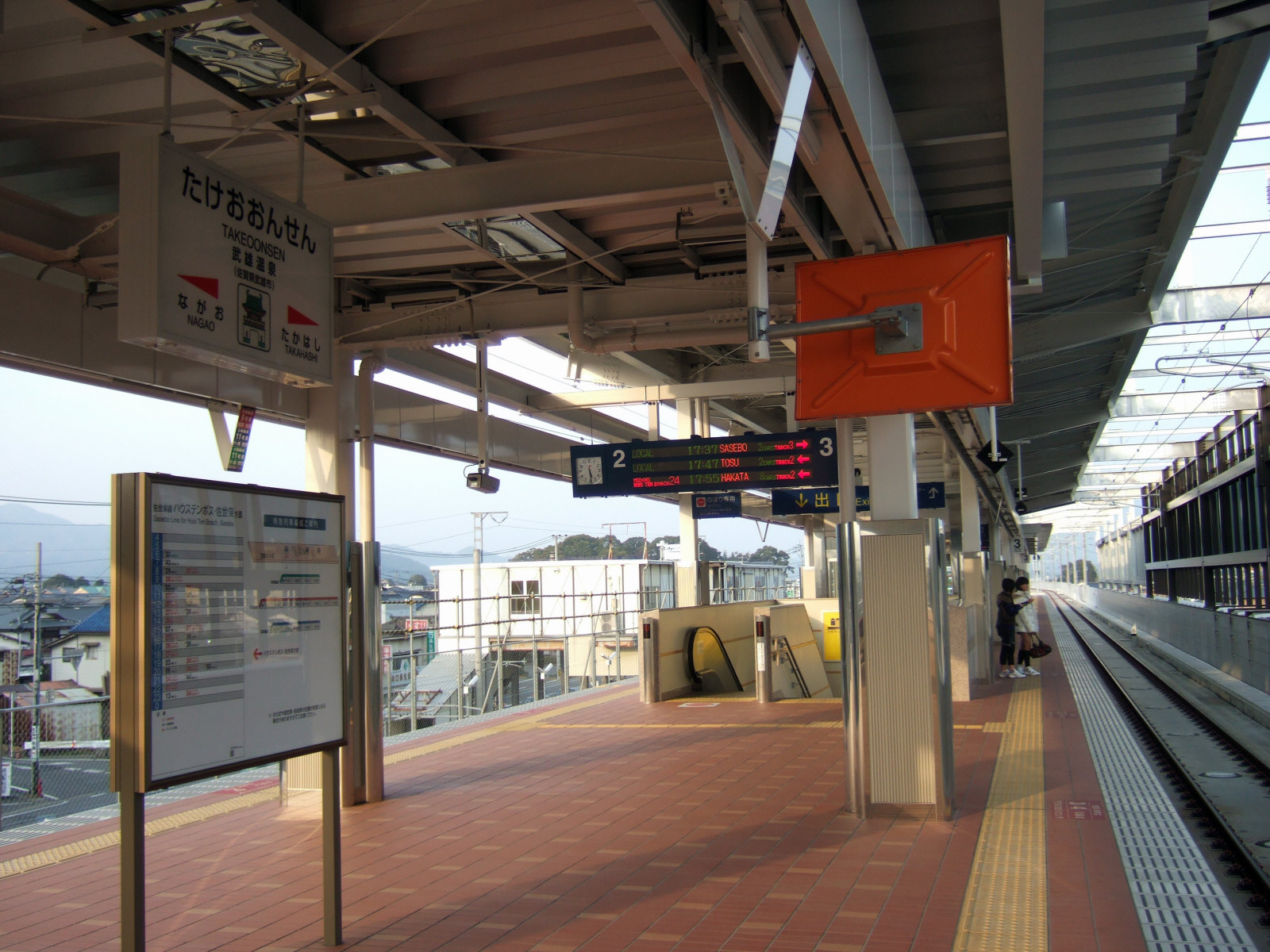
高架ホーム※先行開業時（2008年3月）
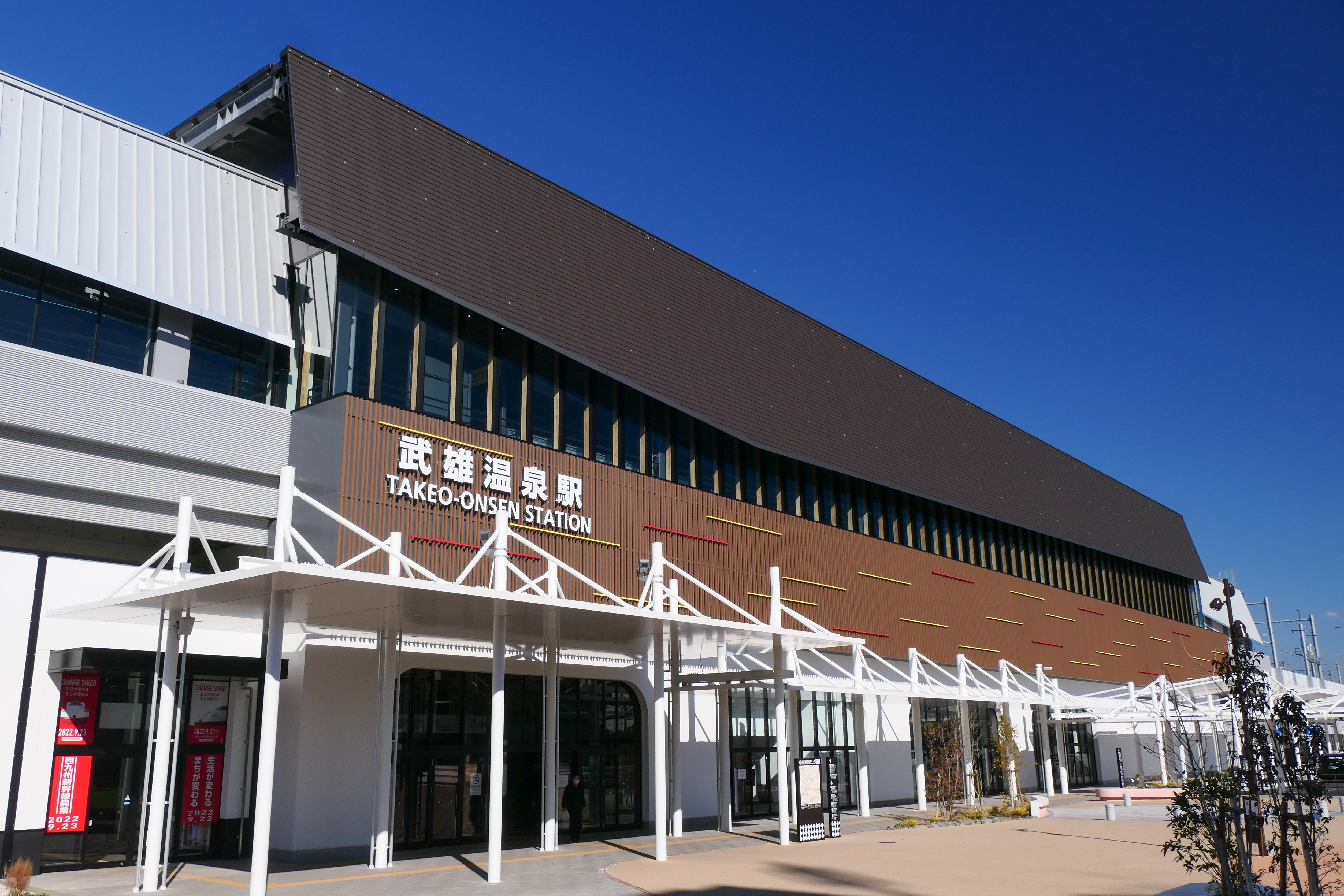
御船山口（南口）（2023年1月）
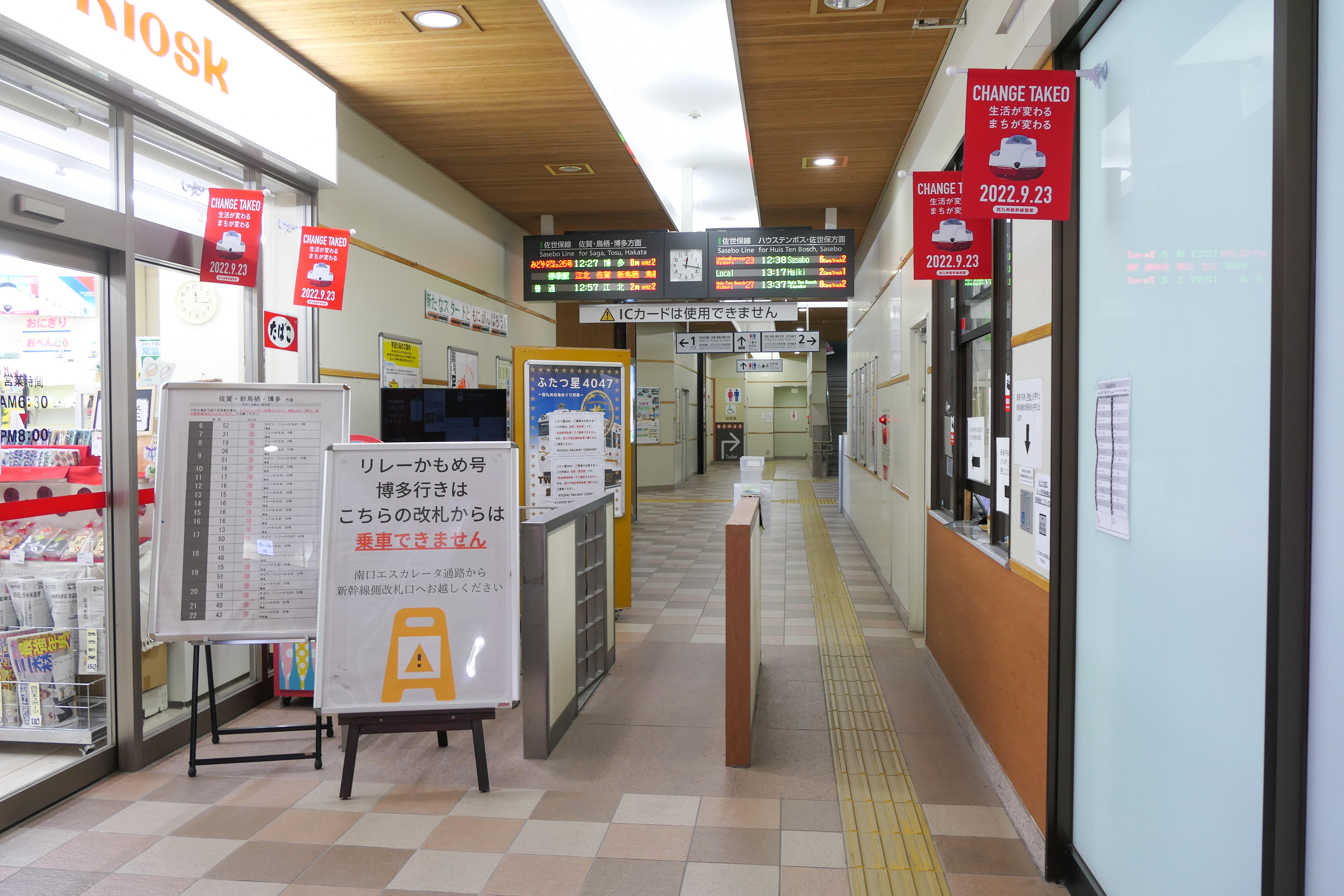
在来線改札口（2023年1月）
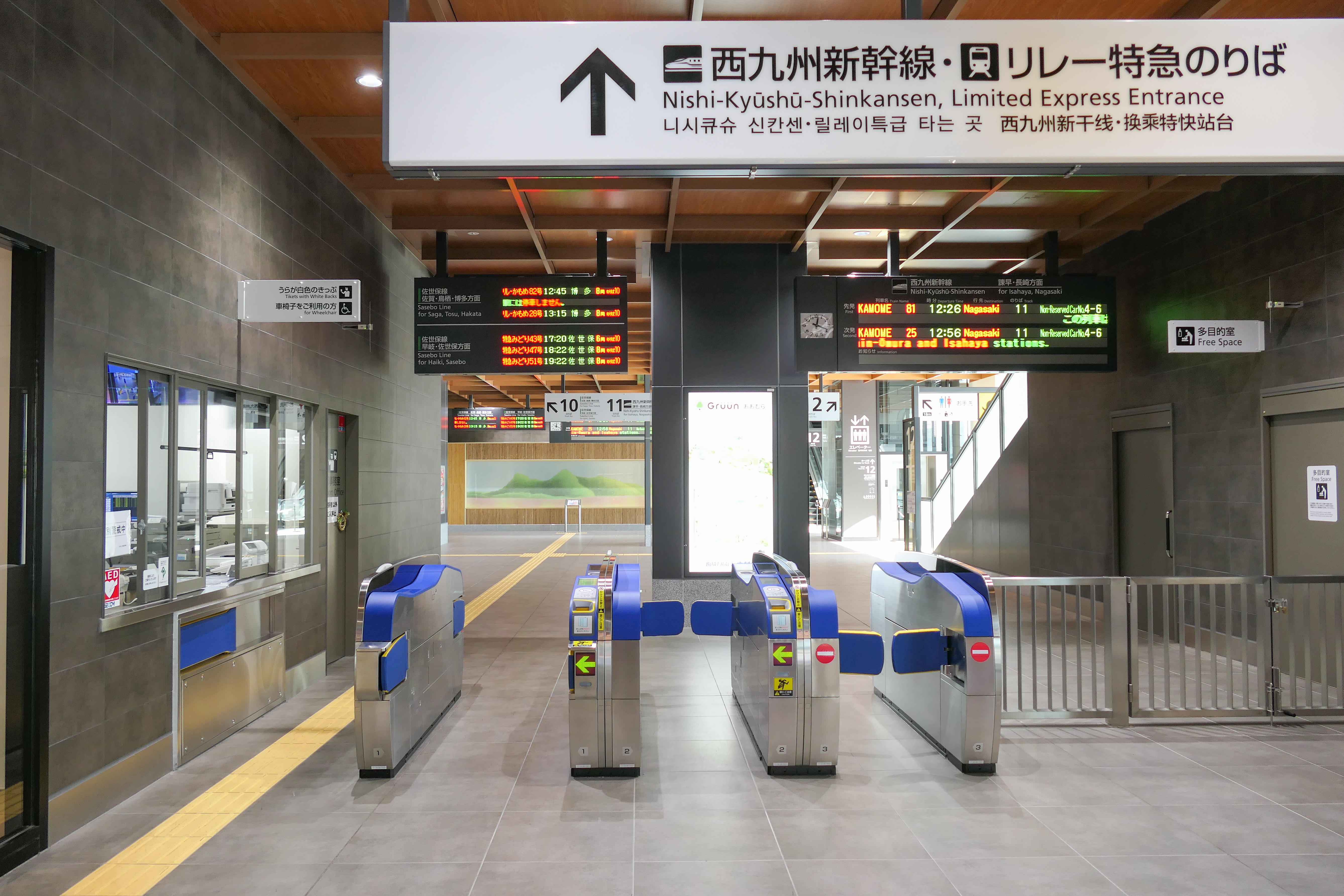
新幹線改札口（2023年1月）
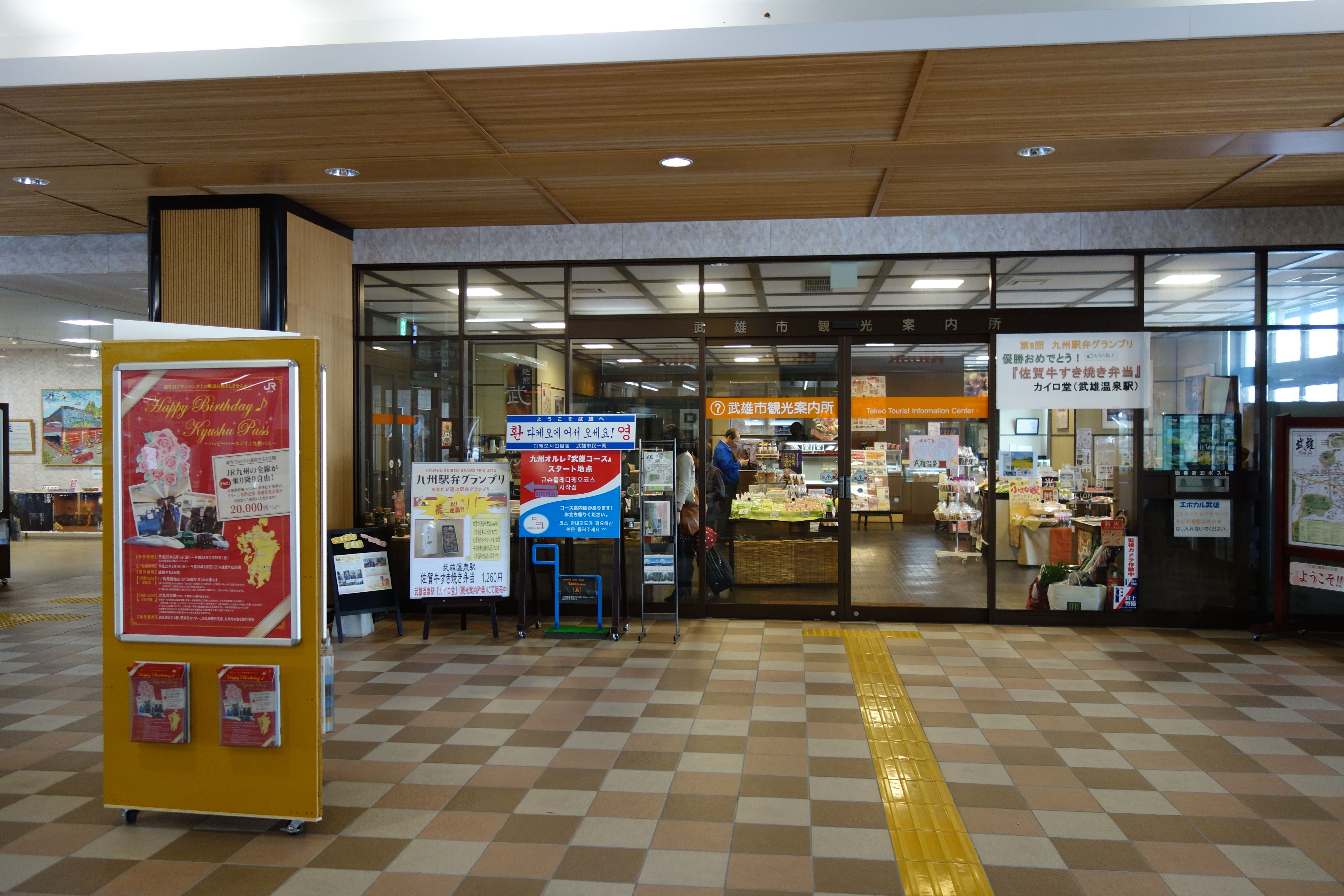
武雄市観光案内所（2013年4月）

## 駅弁
新駅舎完成後に駅構内に開店したカフェ「カイロ堂」が駅弁の製造・販売を開始した。「佐賀牛すき焼き弁当」は「九州の駅弁グランプリ」で初エントリーした第8回（2011年度）から2回連続で、「佐賀牛 極上カルビ焼肉弁当」は第10回（2013年度）で優勝している（第7回の優勝は有田駅の「有田焼カレー」のため佐賀県勢としては4連覇した）。なお、駅弁はカフェ内で定食として食べることができる。
- 佐賀牛 極上カルビ焼肉弁当
- 佐賀牛すき焼き弁当
- 佐賀牛サーロインステーキ＆焼肉弁当

ただし、JTB時刻表 2025年3月号には武雄温泉駅の駅弁の掲載は無い。

## 利用状況
2023年度の1日平均乗車人員は1,953人である。
| 年度                        | 1日平均 乗車人員(人) |
| --------------------------- | -------------------- |
| 2000年（平成12年）          | 1,615                |
| 2001年（平成13年）          | 1,543                |
| 2002年（平成14年）          | 1,493                |
| 2003年（平成15年）          | 1,458                |
| 2004年（平成16年）          | 1,410                |
| 2005年（平成17年）          | 1,399                |
| 2006年（平成18年）          | 1,409                |
| 2007年（平成19年）          | 1,462                |
| 2008年（平成20年）          | 1,536                |
| 2009年（平成21年）          | 1,552                |
| 2010年（平成22年）          | 1,622                |
| 2011年（平成23年）          | 1,658                |
| 2017年（平成29年）          | 1,763                |
| 2018年（平成30年）          | 1,781                |
| 2019年（平成31年/令和元年） | 1,700                |
| 2020年 (令和02年)           | 1,292                |
| 2021年 (令和03年)           | 1,264                |
| 2022年 (令和04年)           | 1,716                |
| 2023年 (令和05年)           | 1,953                |

博多駅方面への特急列車の利用が多い。
当駅を発着とする企画乗車券「2枚きっぷ」は博多 - 武雄温泉間の「2枚きっぷ」のみが設定されている。

## 駐車場
高架下に駅レンタカー九州が管理する駐車場が設けられている。20分以内の利用（送迎等）が無料、月極料金には定期券利用者への割引がある。

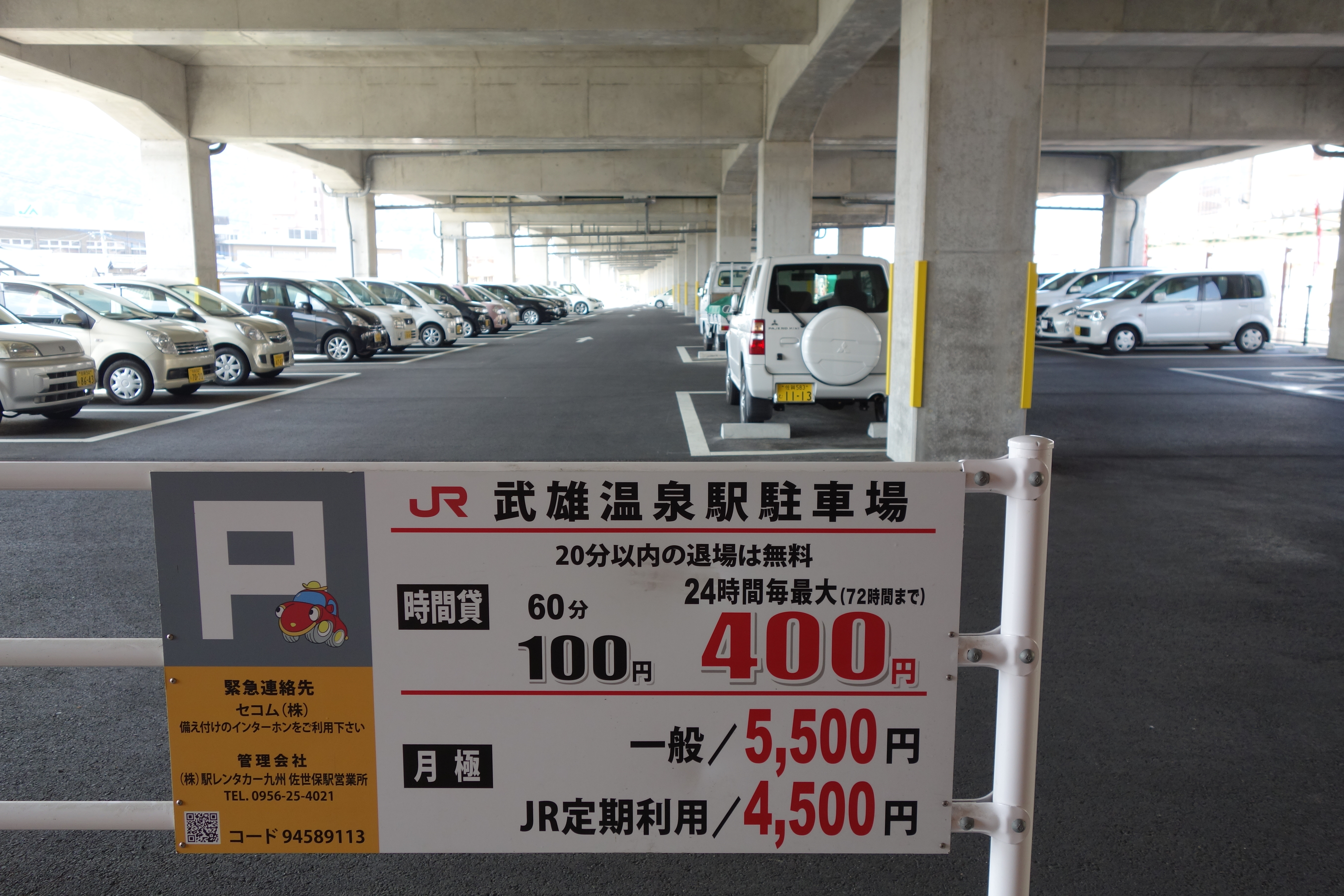
駐車場

## 駅周辺
駅周辺は武雄市の中心部にあたる。

### 楼門口（北口）
- 丸山公園
- 武雄市立武雄小学校
- 武雄市立武雄中学校
- 佐賀銀行武雄支店
- 佐賀共栄銀行武雄支店
- 十八親和銀行武雄支店
- 武雄富岡郵便局
- Aコープ 川良店
- 武雄温泉
  - 武雄温泉楼門
  - 武雄温泉新館
  - 武雄温泉 大正浪漫の宿 京都屋 - 「武雄温泉」が付くが、当宿泊施設は温泉街から離れた所にある。
- 佐賀県道24号武雄多久線
- 佐賀県道53号武雄伊万里線
- 佐賀県道253号武雄温泉線
- 佐賀県道330号武雄塩田線
- 長崎街道

### 御船山口（南口）
- いちよし証券武雄支店
- セントラルホテル武雄温泉駅前
- 武雄市役所
- 武雄郵便局
- マルキョウ武雄店
- 武雄市文化会館
- 武雄市図書館・歴史資料館
- 佐賀県立武雄青陵中学校・武雄高等学校
- ダイレックス武雄店
- ゆめタウン武雄
- 天神崎公園
- 白岩運動公園
- 武雄競輪場
- 武雄神社
- 御船山楽園
- 佐賀県立宇宙科学館（南へ約3 km）
- 佐賀県農業協同組合さくら出張所
- 国道34号（武雄バイパス）
- 佐賀県道53号武雄伊万里線
- 佐賀県道330号武雄塩田線
- いちょう通り
- 武雄川

嬉野市へは当駅から車で15分程である。
- 嬉野市役所
- 塩田津の町並み（重要伝統的建造物群保存地区）

## バス
楼門口側に「武雄温泉駅北口」、御船山口側に「武雄温泉駅南口」バス乗り場が設置されている。
★印は北口のみ、●印は南口のみ発着。無印は北口・南口双方に発着。
- JR九州バス（嬉野線）
  - ●ゆめタウン・武雄市図書館 → たけお競輪場
  - ●新武雄病院
  - ●御船山楽園 → 嬉野温泉駅 → 嬉野医療センター → 嬉野温泉バスセンター → 彼杵駅
- 祐徳バス
  - ★竹下町 → 下西山車庫
  - 北方 → 大町 → 江北駅前 → 牛津 → 徳万 → 佐嘉神社前 → 佐賀駅バスセンター
  - ゆめタウン・武雄市図書館 → 竹下町 → 下西山車庫
  - 上野 → 嬉野市役所塩田庁舎 → 鹿島バスセンター → 中川 → 浜三ツ角 → 祐徳神社前
  - ゆめタウン・武雄市図書館 → 上西山 → 三間坂駅前
  - 武雄市内循環線
- 昭和バス
  - ゆめタウン・武雄市図書館 → 竹下町
  - 北方大崎 → 本多久 → 多久駅北口 → 多久市役所
- ユタカ交通（ユタカライナー） - 駅北側の道路上のバス停留所に停車する。
  - 神戸（三宮）・大阪（梅田）・京都

## 当駅が登場する作品
- 列車運転ゲーム『電車でGO!』シリーズの「電車でGO! プロフェッショナル2」には武雄温泉駅を含めた佐世保線が登場し、仮設駅となる以前の当駅が再現されている。他に肥前山口（現・江北）方には建設途中の高架橋も登場する。
- 大和田建樹作詞の鉄道唱歌山陽・九州編において、「疲れて浴びる武雄の湯　土産にするは有田焼」と書かれている。佐賀県内で登場する4駅（鳥栖、佐賀、武雄、有田）の1つである。

## 隣の駅
九州旅客鉄道（JR九州）
■西九州新幹線
武雄温泉駅 - 嬉野温泉駅
■佐世保線
- 特急「リレーかもめ」発着駅（新幹線かもめに接続／対面乗換）
- 特急「みどり」「みどり（リレーかもめ）」「ハウステンボス」停車駅（「みどり（リレーかもめ）」は新幹線かもめに接続／対面乗換）
- 観光特急「ふたつ星4047」発着駅
- 観光特急「36ぷらす3」停車駅

■普通
高橋駅 - 武雄温泉駅 - 永尾駅